# Kiyomi Asai
Kiyomi Asai (jap. 浅井 清己 Asai Kiyomi; ur. 12 kwietnia 1974 w Tokio) – japońska seiyū związana z agencją D-Color.
Występuje także pod pseudonimami: Don Ohana (大花どん), Kiyosato Otomo (大友清里), Yuria Hokuto (ほくとゆりあ), Shinya Aizaki (愛咲深夜), Remi Haruno (春野レミ) i Midori Amamiya (雨宮みどり).

## Wybrane role głosowe
- 1988: Anpanman – Kon'nyakun
- 1999: Great Teacher Onizuka – Mayuki Asano
- 2001: Grappler Baki –
  - Yasuko,
  - Nina
- 2001: Geneshaft – Hyun
- 2002: Tokyo Mew Mew – Tart
- 2002: Saishū heiki kanojo – Seiko
- 2002: Naruto –
  - Ageha,
  - Hanabi Hyūga
- 2003: Mermaid Melody Pichi Pichi Pitch – dziewczyna
- 2003: Ultra Maniac – Bamboo
- 2003: Saiyuki – Yunfa
- 2003: Wieczność, której pragniesz – Ayu Daikūji
- 2004: Kapłanki przeklętych dni – Izumi
- 2004: Bleach – Lilynette Gingerbuck
- 2006: Ouran High School Host Club –
  - Ayumi Munakata,
  - Kimiko Sakurazuka
- 2006: Demashita! Powerpuff Girls Z – Victim OL
- 2007: Naruto: Shippūden – Hanabi Hyūga
- 2007: Brama piekieł – July
- 2010: Pokémon – Matori